# Портрет Е. А. Мравинского
«Портрет Е. А. Мравинского» — картина Льва Русова, изображающая известного дирижёра Народного артиста СССР Евгения Александровича Мравинского (1903—1988).

## История
Портрет писался в Ленинграде в течение двух лет и был окончен в 1957 году. Е. А. Мравинский изображён в домашней обстановке, сидящим в кресле и погружённым в размышления. В его облике, в деталях одежды, интерьера, в положении рук передана обстановка доверительного общения двух художников в момент творчества. В том же году портрет впервые демонстрировался на выставке в Государственном Русском музее.
Мравинского писали многие художники, в основном, в более поздний период. Из более ранних наиболее известен портрет работы А. Самохвалова, а также литографический портрет 1947 года работы Г. Верейского. Это были композиции, представляющие Е. Мравинского в момент дирижирования, таким, каким видела его публика. В портрете Л. Русова профессиональные атрибуты в буквальном смысле слова отодвинуты на задний план. Перед нами прежде всего современник, интеллектуал, человек независимого характера, воли, развитого чувства собственного достоинства. Именно эти качества Е. Мравинского хотел передать в работе художник. В этом ему помогали не только профессиональное «чутьё» портретиста, но и многолетние дружеские отношениях, связывавших двух художников, несмотря на разделявшую их разницу в возрасте.
Из воспоминаний А. М. Вавилиной-Мравинской, вдовы Е. А. Мравинского:

«Среди немногочисленных друзей Евгения Александровича Мравинского, имевших „право“ позвонить в дверь квартиры без предварительной договорённость по телефону, был „Лёвушка“ Русов — так его называли у нас в доме. „Появился — как с неба свалился!“, в любое время суток — привычное для хозяев явление.
Его приход всегда привносил в жизнь свет, улыбку, радость и бескорыстное общение. Знакомство и дружба Евгения Александровича с Лёвой измерялась десятилетиями, а потому атмосфера бесед была искренней и простой. Лёвушка был в курсе всех творческих и житейских перепитий Евгения Александровича, обожал музыку, знал её, обладал отменной памятью и рафинированным вкусом.
При встречах оба, как правило, устремлялись в разговоры о природе, рыбалке (удочки, наживки, снасти и т. п.), так как жизнь вне города была для обоих основой творческого заряда, источником духовных запасов. Живой по натуре, темпераментный и разговорчивый, Лёва имел в лице Евгения Александровича благодарного слушателя и рассказчика. Вечерние посиделки, конечно, слегка „увеселялись“ водочкой и допоздна пересыпались пришвинскими пересказами».

В композиционном решении портрета Л. Русову не удалось избежать некоторого академизма: уж очень масштабна личность Е. Мравинского. Художник находит иные способы сказать о своём друге то, что ему кажется важным. Это исполненная достоинства осанка, белоснежный воротничок расстёгнутой на груди рубашки, выразительные кисти рук.
Характеристика портрета будет неполной, если не сказать о месте, которое занимает время его написания в судьбе обоих художников. 1957 год — время больших перемен и ещё больших ожиданий. Страна на подъёме, первый Спутник, открывший космическую эру. В Москве проходит VI Всемирный фестиваль молодёжи и студентов. Состоялся первый Всесоюзный съезд художников. Многое вообще происходит впервые. В судьбе Е. Мравинского тоже всё складывается, кажется, удачно. Недавно он стал Народным артистом СССР. Год назад с огромным успехом прошли первые гастроли возглавляемого им Симфонический оркестр Ленинградской Филармонии на Западе. Е. Мравинский предстаёт на портрете в расцвете жизненных и творческих сил.
Л. Русову 31 год, недавно он принят в члены Ленинградского союза художников. О его работах говорят, они неизменно в центре внимания на каждой выставке. В 1957 году в Москве он становится лауреатом «Выставки произведений молодых художников СССР к VI Всемирному фестивалю молодёжи и студентов». В целом, 1956—1958 годы стали для художника едва ли не самыми успешными в творческом отношении. Помимо портрета Е. Мравинского он создаёт целую серию замечательных женских образов, в том числе «Портрет Екатерины Балебиной» Архивная копия от 4 марта 2016 на Wayback Machine (жены художника), «Портрет Н. Орловой» Архивная копия от 21 февраля 2018 на Wayback Machine, «Портрет Зои» Архивная копия от 4 марта 2016 на Wayback Machine, «Портрет женщины в красном» Архивная копия от 15 марта 2016 на Wayback Machine.
В семидесятые годы Л. Русов обращается к теме двух великих современников — Д. Д. Шостаковича и Е. А. Мравинского. Он много работает над замыслом и композицией картины, отвергая один вариант за другим. Трудно судить, в какой степени окончательный вариант 1980 года, получивший название «Ленинградская симфония. Дирижирует Е.А. Мравинский» Архивная копия от 4 марта 2016 на Wayback Machine, удовлетворял художника. Зная его характер, можно предположить, что, будь у него силы и время, эта работа могла бы продолжаться.
Из воспоминаний А. М. Вавилиной-Мравинской, вдовы Е. А. Мравинского:

«Была у Лёвы Русова ещё одна желанная мечта-тема: Е. Мравинский и Д. Шостакович, но болезнь, нехватка жизненного времени и сил не дали осуществить её в окончательном варианте. Лёва и Евгений Александрович долго и неоднократно беседовали о методе воплощения этой идеи, но настолько тема эта монументальна, настолько же и неосуществима, подпираемая отпущенным Богом сроком для обоих».

С созданием портрета Е. А. Мравинского связана интересная история, о которой подробно пишет С. В. Иванов в 23 выпуске Петербургских искусствоведческих тетрадей:

«Году где-то в 2005 я был в гостях у художницы Валерии Борисовны Лариной в её мастерской на Наличной улице. Смотрели работы, пили чай, говорили об общих знакомых. Разговор коснулся Л. Русова. Оказалось, что хозяйка знала его с 1940-х по учёбе в Таврическом училище. — Не могу его спокойно вспоминать, — заметила В. Б. Ларина, и рассказала такую историю. Как-то в середине 1950-х приходит ко мне Л. Русов и просит подрамник для какой-то срочной работы. Я лежала больная и предложила ему самому выбрать в коридоре, где стояли холсты. Он выбрал подрамник с портретом А. Д. Зайцева, написанным мною в 1954, с которым меня принимали в Союз. Холст обещал снять и быстро вернуть. Прошло время, я при встречах напоминала о холсте, интересовался им и А. Д. Зайцев. Л. Русов извинялся и обещал, но так и не вернул. А спустя годы сознался, что холст с подрамника не снимал, а поверх портрета А. Д. Зайцева написал … портрет Е. А. Мравинского. На мой вопрос, видела ли она этот портрет, В. Б. Ларина ответила утвердительно: — Конечно, он же висел на выставке. Я по кромкам узнала свой холст.
Так неожиданно раскрылась эта загадка, связанная с созданием одного из наиболее известных портретов Л. Русова. Теперь, когда я смотрю на его репродукцию в книге, то каждый раз вспоминаю эту историю, милую Валерию Борисовну и нашу встречу в её мастерской.»